# Amphipyra pallidior
Amphipyra pallidior là một loài bướm đêm trong họ Noctuidae.